# S.H. de Roos
Sjoerd Hendrik de Roos, hij duidde zichzelf aan als S.H. de Roos (Drachten, 14 september 1877 - Haarlem, 3 april 1962) was een Nederlandse letterontwerper, boekbandontwerper en kunstenaar. De bibliofiele uitgeverij Stichting De Roos is naar hem vernoemd.

## Leven en werk
Vanuit Drachten, waar zijn vader schoenmaker was, verhuisde hij op jonge leeftijd naar Amsterdam. Daar volgde hij van 1889 tot 1891 een opleiding tot lithograaf. Aansluitend studeerde hij van 1892 tot 1895 aan de Teekenschool voor Kunstambachten en van 1895 tot 1898 aan de Rijksacademie voor Beeldende Kunsten. 
In 1907 trad hij in dienst van Lettergieterij Amsterdam voorheen N. Tetterode, waar hij volledig tot ontplooiing kwam. Hij werkte daar tot in 1941 en werd opgevolgd door Dick Dooijes. 
In 1912 ontwierp hij, als eerste Nederlander in 150 jaar, een nieuwe drukletter, namelijk de Hollandsche Mediæval. In totaal heeft hij twaalf drukletters ontworpen, waarvan de Hollandsche Mediæval, de Egmont (1932), de Libra (1938) en de De Roos Romein & Cursief (1947) de meest succesvolle waren.
Zijn ervaring als typograaf uitte zich ook in het ontwerp van een postzegel die deel uit ging maken van een serie van vier die in 1923 verscheen naar aanleiding van een door de PTT uitgeschreven prijsvraag. De Roos was, als een van de prijswinnaars, verantwoordelijk voor het ontwerp met een posthoorn en een groot uitgevoerd waardecijfer.
De Roos werd in zijn jonge jaren geïnspireerd door de Arts and Crafts-beweging, waarbij kunst en ambachtelijkheid elkaar aanvulden. Een mooi voorbeeld daarvan is de door hem verzorgde uitgave van Kunst en maatschappij (1903) van William Morris. Als aanhanger van Ferdinand Domela Nieuwenhuis probeerde hij ook het ideaal van Kunst aan het Volk te verwezenlijken.
Archiefmateriaal van De Roos wordt beheerd in de Bibliotheek van de Universiteit van Amsterdam (waar ook de door De Roos opgebouwde Collectie Tetterode berust) en in de Stadsbibliotheek Haarlem. Het Rijksmuseum Amsterdam, het Frans Hals Museum in Haarlem en het Museum Smallingerland in Drachten hebben vrij werk van De Roos in hun collectie.
De Roos woonde onder meer in Krommenie, Amsterdam, Hilversum en Haarlem. Door zijn zuster Anni was hij zwager van de beeldhouwer John Rädecker en de filosoof Tobie Goedewaagen.
Ter gelegenheid van de 65e verjaardag van De Roos op 24 september 1942 werd een map samengesteld met negen druksels, verschenen met medewerking van onder anderen Dick Dooijes, Charles Nypels, G.W. Ovink, S.H. de Roos en A.A.M. Stols.
Ter ere van De Roos' werk werd de bibliofiele Stichting De Roos, opgericht in juni 1945 door boekhandelaar Chris Leeflang, typograaf Charles Nypels en ex-libris-verzamelaar G.M. van Wees, naar hem genoemd.

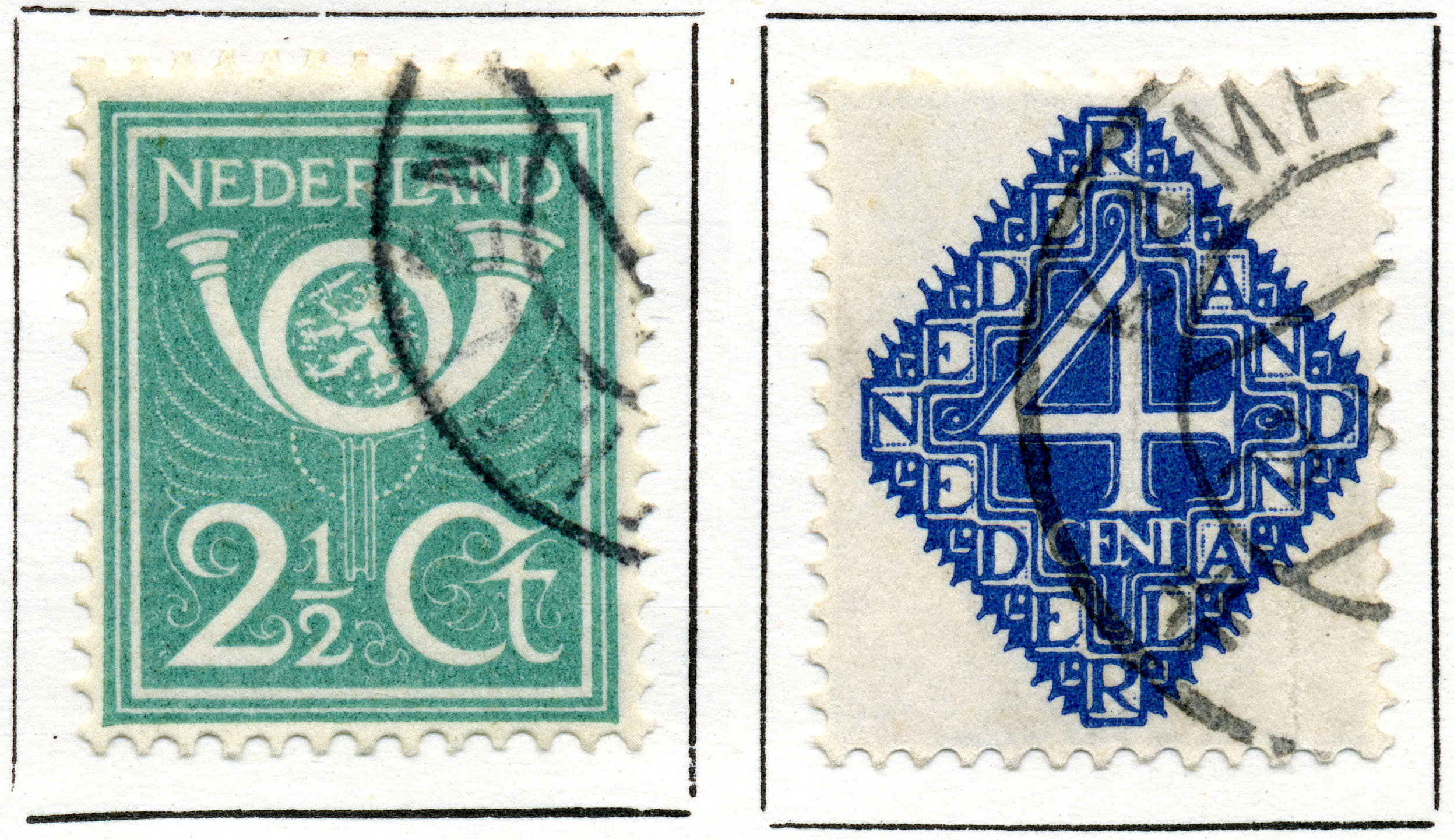
Postzegels (1923)
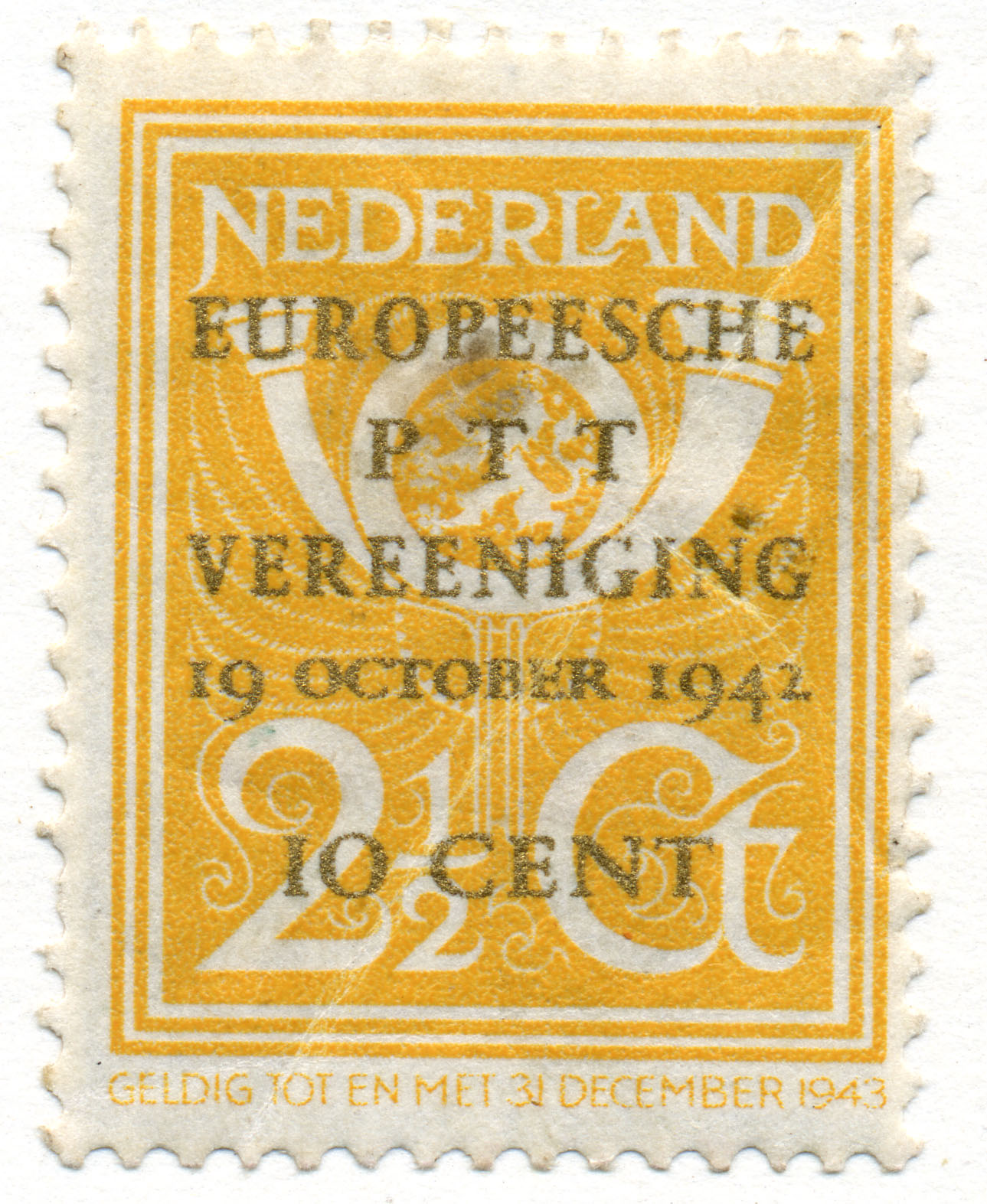
Postzegel (1943)

### De Heuvelpers
In 1927 startte De Roos met zijn eigen private press die hij De Heuvelpers noemde. Als eerste verscheen de Aankondiging van de Heuvelpers te Hilversum (niet gedrukt op zijn eigen pers). Volgens diens zeggen was de internationale antiquaar Menno Hertzberger de initiatiefnemer, die ook voor de distributie van de uitgaven zorgde. Geldschieter was Paul May (1868-1940), bibliofiel en bankdirecteur bij Lippmann, Rosenthal & Co., die fl. 10.000 ter beschikking stelde voor onder andere de aanschaf van de handpers. In 1927 werd een contract gesloten dat op 31 december 1931 zou aflopen maar verlengd kon worden, hetgeen vanwege financiële problemen tegen het aflopen ervan niet gebeurde. De Roos zou voor zijn pers de letter De Meidoorn ontwerpen. Geen enkele van zijn echte uitgaven was een Nederlandstalige; behalve van de Latijnse tekst verschenen aankondigingen van verschijnen in de betreffende talen, Duits, Engels en Frans; de pers was, mogelijk mede door Hertzberger, georiënteerd op een internationale clientèle. Hij drukte, dat wil zeggen met name Arie Benschop en zijn zoon Sjoerd de Roos jr. (hij achtte zichzelf niet bekwaam genoeg voor het handdrukwerk), in totaal vier uitgaven op zijn pers, naast in 1929 nog een catalogus van verschenen uitgaven, en als laatste een gelegenheidsplano, alle verschenen te Hilversum:
- Aankondiging van de Heuvelpers te Hilversum, 1927.
- Heinrich Heine, Die Nordsee. 1928 [125 exemplaren].
- Benedictus de Spinoza, Tractatus politicus. 1928 [125 exemplaren].
- Dante Gabriel Rossetti, Hand and soul. 1929 [125 exemplaren].
- Heuvelpers. [1929].
- Eugène Fromentin, Les maîtres d'autrefois. 1931 [125 exemplaren].
- S.H. de Roos, Aan J.G. Veldheer bij zijn vertrek uit ons land. 1931 [plano].

### Lettertypen van S.H. de Roos
- Bilderdijk-Initialen (1907-1909)
- Hollandsche Ornamenten (1908)
- Dierenriemteekens (1908)
- Nieuw Javaansch (1908-1909)
- Hollandsche Mediæeval (1912)
  - Hollandsche Mediæeval Cursief (1913)
  - Hollandsche Halfvette Mediæeval (1913)
  - Smalle Halfvette Hollandsche Mediæeval (1914)
  - Hollandsche Mediæeval Initialen (1914)
  - Hollandsche Mediæeval Sierinitialen (1915)
- Zilvertype (1915): lettertype op corps 15 punt Didot ontworpen voor Jean François van Royen, de algemeen secretaris van de Nederlandsche Posterijen. De letter was bedoeld om moderne teksten te drukken voor de "private press" De Zilverdistel. De Roos ontwierp ook het embleem voor De Zilverdistel.
- Ella Cursief (1916)
- Erasmus-mediæeval (1923)
  - Erasmus-mediaeval Cursief (1924)
  - Erasmus Initialen
- Grotius (1925)
- Meidoorn (1927): letter van De Roos, die hij voor eigen gebruik ontwierp, zoals voor zijn "private press" De Heuvelpers. Deze pers bestond van 1927 tot 1935. Daarna werden matrijzen, punches en alle gegoten letters, totaal 500 kilo, verkocht aan Drukkerij J.F. Duwaer & Zonen te Amsterdam. Ook daar werd de letter slechts zeer spaarzaam gebruikt. Na de ontmanteling van drukkerij Duwaer, kwam het lettermateriaal in handen van een oud-voorzitter van stichting Drukwerk in de marge, Jan Keijser van de Avalon Pers. Af en toe kan de letter worden gebruikt door begunstigers van DIDM.
- Egmont (1933)
  - Magere Egmont (1933)
  - Magere Emont Cursief (1933)
  - Egmont Cursief (1934)
  - Open Egmont (1934)
  - Vette Egmond (1934)
- Libra (1938): letter gebaseerd op de vroeg-middeleeuwse uncialen, deze letter kent geen hoofdletters, alles is "onderkast".
  - Libra mager (1938)
- Simplex (1939): ook de Simplex is een unciaal, maar hier ontbreekt elke aanduiding van schreven.
  - Halfvette Simplex (1941)
- De Roos Romein/cursief (1948)